# Banja Kakani
Banja Kakani (nep. बन्जा ककनी) – gaun wikas samiti w zachodniej części Nepalu w strefie Seti w dystrykcie Doti. Według nepalskiego spisu powszechnego z 2001 roku liczył on 712 gospodarstw domowych i 4310 mieszkańców (2192 kobiet i 2118 mężczyzn).